# Hyperacanthomysis longirostris
Hyperacanthomysis longirostris är en kräftdjursart som först beskrevs av Ii 1936.  Hyperacanthomysis longirostris ingår i släktet Hyperacanthomysis och familjen Mysidae. Inga underarter finns listade i Catalogue of Life.